# 陳璧君
陳璧君（1891年11月5日—1959年6月17日），女，汉族，字冰如，祖籍廣東新會（今廣東省江門市蓬江區），生於英属檳榔嶼喬治市（檳城），中華民國政治人物，汪精卫的妻子。

## 生平

### 与汪精衛结婚

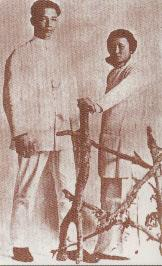
1910年的陳璧君與汪精衛

陳璧君生於檳城一個南洋華僑富商家庭。1907年，與訪問檳榔嶼的汪精衛結識，並對汪一見傾心，其家中本以為其與一名表親安排婚事，但被安排的雙方均無興趣而解除婚約，根據不少資料及文獻所示，該名表親是梁宇皋，在馬來亞獨立前後組織馬來西亞華人公會，並曾任衛生部部長、首任馬六甲州州元首，是至今唯一曾參與馬來西亞統治者會議的華人和非穆斯林。1908年，陳璧君加入中國同盟會，並在新加坡拜見孫文。1910年4月，暗殺計劃暴露，他們遭清政府搜查，汪精衛被判處無期徒刑。陳璧君以香港為據點，開展營救汪精衛的活動。
辛亥革命爆發後，1911年（宣統3年）11月，汪精衛獲釋。1912年（民國元年），陳璧君與汪精衛結婚。同年8月，夫婦二人同赴法國留學。1917年（民國6年），為參加孫文的護法運動，夫婦二人歸國，陳璧君在上海幫助丈夫從事黨務及政治工作。1925年（民國14年），孫文在北京病倒之際，汪精衛負責處理政務，陳璧君則幫助宋慶齡看護病重的孫文。
孫文病逝後的1926年（民國15年）1月，在廣州召開中國國民黨第二次全國代表大會，陳璧君當選中央監察委員、常務委員。1929年（民國18年）3月後，汪精衛開始反蔣介石運動，陳璧君於1931年（民國20年）幫助汪精衛同蔣介石和解。

### 汪精衛政权
抗日戰爭爆發後，1938年（民國27年）國民政府遷往重慶，汪精衛及其支持者協商善後對策。此時，陳璧君力主對日本和平。同年12月起，汪精衛夫婦等人經北圻河內逃往上海。1939年（民國28年）8月，汪精衛召開中國國民黨第六次全國代表大會，陳璧君當選中央監察委員會常務委員。1940年（民國29年）3月，南京國民政府（汪精衛政權）成立。

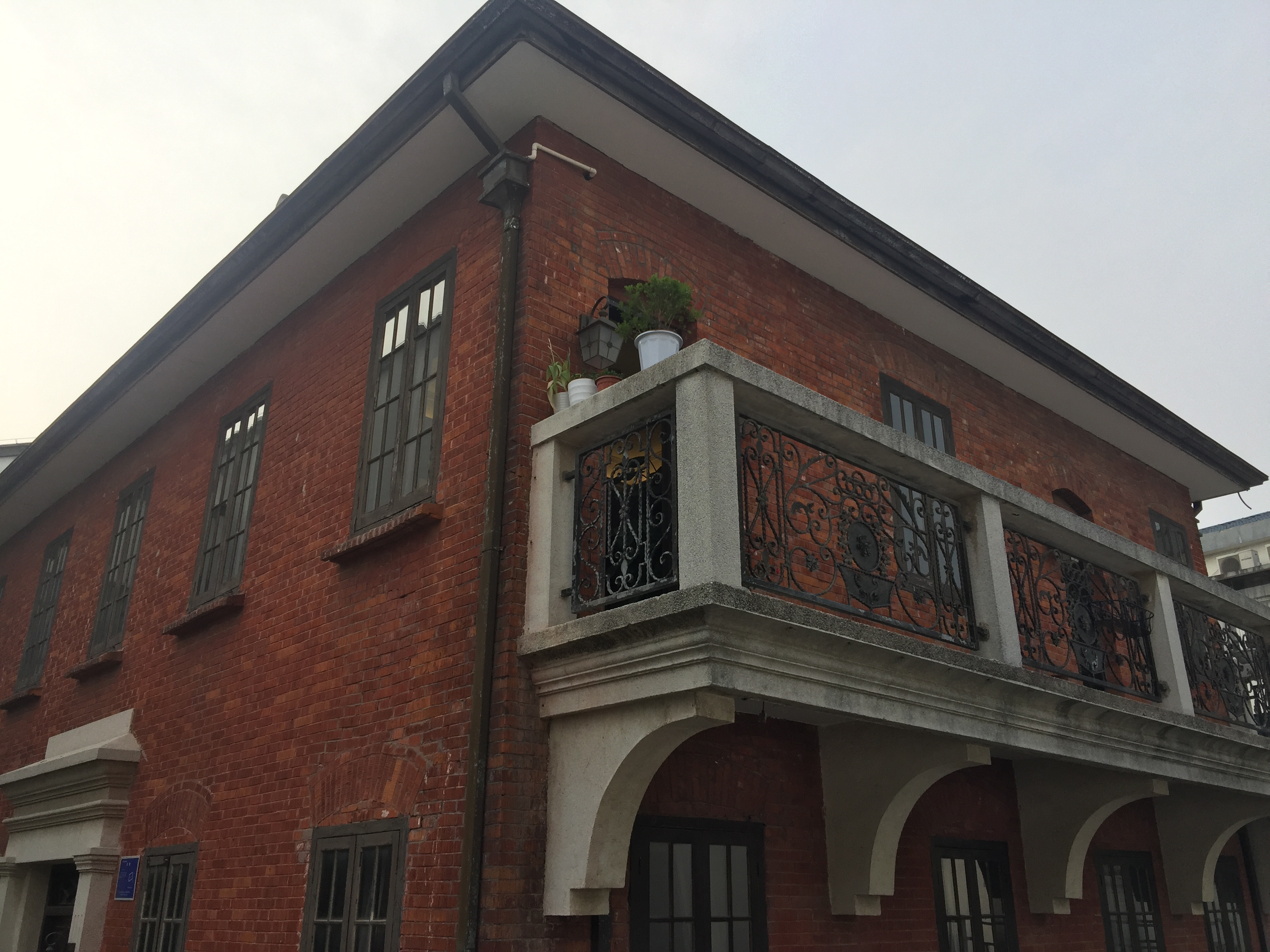
陈璧君在苏州的寓所（现位于江苏省苏州昆剧院）

在南京國民政府中，陳璧君等人形成「公館派」，重用褚民誼（陳璧君的義妹陳舜貞的丈夫）控制政局。由此形成與陳公博的對立。1944年（民國33年）11月，陳璧君將在日本名古屋病卒的汪精衛的遺體遷回南京。
日本投降後的1945年（民國34年）8月25日，陳璧君被重慶國民政府逮捕。1946年（民國35年）4月，被江蘇高等法院判處無期徒刑。陳璧君在宣判之際對法官表示，自己不服判決，但上訴沒有意義，故不再上訴。她問當時的檢察官韋維清：「說汪先生賣國，重慶治下的地區，由不得汪先生去賣；汪政權治下的地區，是中國的淪陷區，也就是日軍的佔領區，並無一寸之土，是由汪先生斷送的。在淪陷區是淪陷了的土地，只有從敵人手中爭回權利，還有甚麼國可賣？日軍攻粵，廣州高級長官聞風先逃：幾曾盡過守土之責？我們赤手把淪陷區收回，而又以赤手治理之，試問我們收回後怎樣能交還重慶，重慶又怎樣能來接收？」她又說：「今天，你們以勝利者的姿態來審問我，為什麼不想一想？假如當年日本的炸彈，不投於珍珠港而投之於西伯利亞，今天將又是怎樣的一個局面？若說為了國家的利益，不得不與他國出之以盟好的手段，這樣而就被認為漢奸。那末，中國的漢奸應該不止親日的汪先生一人。我等為救民而死，我死也甘心了。」
1949年中華人民共和國成立後，陳璧君繼續被收監，因健康狀況不佳，故以治療為主。
1950年春，中國共產黨於上海提籃橋監獄召開大會要陳璧君當眾「悔過」，陳璧君則如是辩解：「如其中共與蘇聯友好，是為了國家的前途，那末，在當年抗戰形勢不利於我的情況下，汪先生的離渝與日人周旋，彼此又何能分其涇渭？假如說中共政權的建立，是為了為人民服務，那汪先生才是真為淪陷區哀哀無告的人民服務。我是最知道汪先生的人，我有為汪先生表明其心跡的責任。」
1959年6月17日，陳璧君病卒于上海提籃橋監獄內的醫院，终年68歲。

## 家庭
- 父：陳耕基
- 母：衛月朗
  - 三哥：陈继祖[3]
    - 陳國琦（－1990年代，妻许宗玲）、陳國強、 陳國新、陳國豐[4]

  - 五弟：陳耀祖（1892－1944），汪精衛政權廣東省政府主席兼廣州市市長。[1][3]
  - 八弟：陳昌祖（1904年－1994年），汪精衛政權空軍中將。歷任航空署署長、中央大學校長、中政會軍事専門委員會委員。[1][3][5]
  - 五（陈纬君，早逝）、七妹（陈淑君）夫：谭熙鸿（1891－1956），曾任中华民国全国蚕丝产销协导会主任委员及中华人民共和国中央人民政府农业部顾问参事室主任。[3]
  - 义妹（陈舜贞）夫：褚民谊（1884－1946），汪精衛政權行政院副院长、外交部长[6]
  - 丈夫：汪精衛（1883年－1944年）。夫妻二人共育有六位子女（其中之一夭折）[7]。
    - 長子：汪文嬰（1913年－2011年）曾留學德國學習政治經濟，後來任汪精衛政權國民政府軍事委員會第三廳軍需處處長。妻子为谭文素，晚年定居美國加利福尼亞州。[8]
    - 長女：汪文惺（1914年－2015年）早年在江蘇省立教育學院學習，後來在香港任教於多所小學。丈夫为何孟恒（1916－2016），退休後定居美國新澤西州。[9]
      - 何冰冰（1943年－）[3][10]
      - 何重嘉  （页面存档备份，存于）

    - 次女：汪文彬（1920年－2015年）曾任印度尼西亞政府醫藥部門高級主管，後來在印度尼西亞當修女。
    - 三女：汪文恂（1922年－2002年）早年為父親汪精衛整理文稿，後來任香港大學教育系教授。
    - 次子：汪文悌（1928年－）自南京中央陸軍軍官學校畢業，歷任汪精衛政權警衛第一師炮兵營連長、廣東教導總隊少校大隊長。抗戰勝利後1946年因通謀敵國圖謀反抗本國被判有期徒刑一年六月，褫奪公權兩年。後來在香港從事橋梁建築工作。